# 2-D (Gorillaz)
Стюарт Гарольд «2-D» Пот — вигаданий англійський співак, музикант і учасник британського віртуального гурту Gorillaz. Його вокал є головний також грає на клавішних в групі. Співочий голос 2-D надає фронтмен Blur Деймон Албарн на записах і виступах Gorillaz, його голос був наданий актором Нельсоном Де Фрейтасом у різних проєктах Gorillaz прямого відео, таких як Phase One: Celebrity Take Down і Phase Two: Slowboat to Hades. У 2017 році Кевіна Бішопа взяли на роль нового голосу 2-D. Він був створений Албарном і Джеймі Хьюлеттом у 1998 році.

## Розробка
2-D засновано на Крісі Гентрі з брит-поп-гурту Menswear і спільному другі Джеймі Гьюлетта та Деймона Албарна, на ім'я Стюарт Лоубрідж, який працював сценічним інженером для Албарна з перших днів його кар'єри. Перед тим, як створити Gorillaz, Г'юлетт спочатку мав ідею створити мультиплікаційну групу під назвою «Sour Grapes» з Гентрі та Грехемом Коксоном з іншої групи Албарна Blur. Колишній барабанщик і сценарист Gorillaz Кесс Браун описав 2-D як «поєднання Кріса, Деймона та багатьох інших рок-фронтменів». 2-D спочатку був створений як репрезентація стереотипу «класичний дурний симпатичний співак», який Г'юлетт був у багатьох групах того часу, і був першим персонажем, якого Г'юлетт і Альбарн створив для Gorillaz у 1998 році, вперше офіційно з'явившись у дебютному міні-альбомі Gorillaz Tomorrow Comes Today у 2000 році. У буклеті альбому Tomorrow Comes Today він був описаний як «коханий із чистим аркушем паперу, де має бути мозок».

### Голос
У той час як співаючий голос 2-D надає співавтор Gorillaz Деймон Албарн, його розмовний голос надає актор і комік Кевін Бішоп. Албарн стверджував, що співочий голос 2-D був розроблений з вокального ефекту, створеного обладнанням у його студії, який, за його словами, «не був автоналаштуванням, але це була рання форма синтетичного голосу». Інженер Gorillaz Стівен Седжвік каже про ефект: «Основний ефект lo-fi телефону — це типовий двовимірний звук… Я не можу сказати вам, що це таке, але це зроблено за допомогою апаратного забезпечення. Плагіни на вставках — це Waves Renaissance De-esser і RVox, а також Waves Kramer PIE [компресор], який я часто використовую для вокалу.» Головна музична характеристика 2-D була описана Албарном як абстрактна та езотерична антиутопічна лірика, яка часто декламується за допомогою розмовного слова Шпрехгезанг.

### Стилі
Попри те, що в основному вони представлені через 2D-анімацію, 2-D та решта Gorillaz іноді з'являються у формі 3D-анімації, як-от у музичних відео для «Stylo», «Strobelite» та «Sleeping Powder», а також у кількох концертних виступах. візуальні матеріали, такі як візуальне зображення для їхнього виконання «Брудного Гаррі» на Brit Awards 2006 року та в інтерлюдіях і рекламному вмісті для туру Escape to Plastic Beach Tour 2010. 3D-моделі захоплення руху 2-D з альбомної кампанії Humanz зазвичай показують, що він одягнений у той самий одяг, який він носив у музичному відео для «Saturnz Barz». На обкладинці альбому Humanz 2-D з'являється у формі фотореалістичної 3D-моделі разом з рештою персонажів. Він з'являється як 8-бітний персонаж у візуалізаторі для «Garage Palace» і для 8-бітових іконок персонажів, які з'являються в Humanz Tour, The Now Now Tour і документальному фільмі Gorillaz Reject False Icons. Музичне відео для «Tranz» іноді зображує 2-D у формі 3D-моделі та стоп-моушн- клаймації в певних частинах відео. 2-D і Мердок з'явилися разом як маріонетки, виготовлені The Jim Henson Company у Jim Henson's Creature Shop у виступі Gorillaz у 2006 році в театрі Apollo в Гарлемі та для їх появи на Webby Awards у 2006 році, яку зіграли The Ляльководи мапетів Метт Фогель і Джої Маццаріно відповідно.

### Вік
Показано, що 2-D та інші персонажі Gorillaz поступово старіють із кожним новим випуском Gorillaz. Спочатку 2-D було трохи за 20, коли Gorillaz вийшов, але з того часу він подорослішав і станом на 2018 рік йому вже за 40. Після Humanz 2-D отримав зморшки та зменшилася лінія волосся. У нього також з'явилися чіткіші зморшки на руках. Його ніс також змінив форму після Humanz і став дещо гострішим, ніж раніше. Попри те, що з часом він дещо постарів, як «красивий співак» групи, 2-D загалом має молодий вигляд із чистою шкірою, майже без волосся на обличчі та невеликою кількістю плям чи зморшок, навіть зберігаючи такий вигляд до своїх 40 років.